# 冯长松
冯长松，中华人民共和国政治人物、全国脱贫攻坚先进个人。

## 生平
冯长松任墨玉县吐外特乡党委副书记。因在脱贫攻坚战中作出突出贡献，2021年2月25日全国脱贫攻坚总结表彰大会上，冯长松被授予“全国脱贫攻坚先进个人”。